# Inmigración gallega en Cuba
Los gallegos en Cuba cuentan con más de 45.000 miembros aproximadamente y casi 2 millones de descendientes  dispersos principalmente en La Habana, Cárdenas, Matanzas, Pinar del Río, Camagüey, Trinidad, Cienfuegos, Santa Clara, Santiago de Cuba y Guantánamo. Llegaron procedentes de Vigo, hacia el puerto de La Habana entre los años 1821 y 1877, huyendo de la hambruna y las presiones políticas. Muchos gallegos y otros ibéricos que habían llegado a la isla se desplazaron después hacia México y los Estados Unidos entre la década de 1920 y la de 1940.

## Historia
En los siglos XVIII y XIX pequeños contingentes de emigración a Cuba, a veces en condiciones de semiesclavitud para sustituir en los ingenios a los negros, cada vez más escasos por las restricciones internacionales a la trata.
En la década de 1880 el regionalismo evoluciona en galleguismo y arraiga en las colonias de emigrantes, especialmente en el pujante Centro Gallego de La Habana, Cuba.
Al igual que otros símbolos de Galicia, como la bandera, el establecimiento del himno gallego fue fruto de la emigración. En 1907, José Fontenla Leal le encargó a Manuel Curros Enríquez (uno de los mayores exponentes del Rexurdimento gallego, que residía en La Habana) que escribiese la letra, y a José Castro "Chané" la música, pero Curros no fue capaz de componer la letra rápidamente y Fontenla decidió escoger el poema de Pondal con la música de Veiga. Se estrenó el 20 de diciembre de 1907 en el Centro Gallego de La Habana -hoy Gran Teatro de La Habana- y hasta 1923 fue entonado por regionalistas y agraristas en sus actos, consolidándose paulatinamente como símbolo de Galicia. Cuándo se prohibió su uso durante la 
Dictadura de Miguel Primo de Rivera, las sociedades gallegas de América intensificaron su interés por su interpretación pública. Con la Segunda República alcanzó el reconocimiento oficial.
Cuando los gallegos empezaron a establecerse en algún lugar de la isla empezaron a producir y trabajar tanto en el campo como en la ciudad de La Habana. Se construye el centro Gallego de La Habana que en su interior albergaba un teatro muy grande, y fue en La Habana donde se entonó por vez primera el Himno Gallego, llamado Os Pinos (Los Pinos) en el año de 1924.
El padre de Fidel Castro, Ángel Castro Argiz, era gallego, más concretamente de Láncara, provincia de Lugo.
| Censo electoral de gallegos residentes en Cuba por provincia de inscripción, a 1/9/2023 | Censo electoral de gallegos residentes en Cuba por provincia de inscripción, a 1/9/2023 |
| --------------------------------------------------------------------------------------- | --------------------------------------------------------------------------------------- |
| Provincia de La Coruña                                                                  | 12.258                                                                                  |
| Provincia de Lugo                                                                       | 15.535                                                                                  |
| Provincia de Orense                                                                     | 14.092                                                                                  |
| Provincia de Pontevedra                                                                 | 3.492                                                                                   |
| Total de gallegos en Cuba                                                               | 45.377                                                                                  |